# Jenő (keresztnév)
A Jenő férfinév az egyik magyar honfoglaló törzs nevéből származik, török eredetű, a jelentése az utónévkönyv szerint tanácsadó, bizalmas, miniszter. A török nyelvekben azonban a yeni szó általánosan „új”-at, átvitt értelemben „ifjút” jelent (prototörök *jeŋi, orkhoni ótörök jaŋɨ, török jeni, vö. young), illetve „győz” (középtörök jeŋ-, prototörök *jẹŋ-), így a mai magyar „Győző” keresztnévvel azonos.
A 19. században a Jenő nevet (tévesen) a német Eugén névvel azonosították, ez az azonosítás mind a mai napig megmaradt.

## Gyakorisága
Az 1990-es években ritka név, a 2000-es években nem szerepel a 100 leggyakoribb férfinév között.

## Névnapok
- június 2.[2]
- július 2.[2]
- július 8.[2]
- július 13.[2]
- november 13.[2]
- november 18.[2]

## Idegen nyelvi változatai
- Ευγένιος (görög: Eugéniosz)
- Eugenius (latin)
- Eugen (német, szlovák)
- Eugene (angol)
- Eugène (francia)
- Eugenio (spanyol, olasz)
- Eugeniusz (lengyel)
- Евгений (oroszul: Jevgenyij)
- Євген (ukránul: Jevhen)

## Híres Jenők
- Adorján Jenő (1874–1903) hegedűművész, zeneszerző
- Ábel Jenő (1858–1889) klasszika-filológus, egyetemi tanár
- Ádám Jenő zeneszerző, karmester
- Ambrózi Jenő súlyemelő, edző
- Andrássy Jenő tanár
- Bajza Jenő író
- Bakó Jenő úszó, edző, sportvezető, szakíró
- Barcsay Jenő festőművész
- Barthó Jenő öntő, szobrász
- Beamter Jenő zenész
- Bendess Jenő orvos
- Bérczy Jenő tanár
- Bory Jenő építész, szobrász, a Bory-vár építője Székesfehérváron.
- Brandi Jenő olimpiai bajnok vízilabdázó
- Buday Jenő költő
- Buzánszky Jenő labdarúgó, az Aranycsapat jobbhátvédje
- Cholnoky Jenő író, földrajztudós, tanár
- Dalnoki Jenő labdarúgó, edző
- Eugène Delacroix francia festő
- Dsida Jenő költő
- Fónay Jenő mérnök, politikus
- Fuchs Jenő négyszeres olimpiai bajnok vívó
- Gábor Jenő festő és grafikus
- Heltai Jenő (1871–1957) újságíró, író, költő, dramaturg
- Heltai Jenő (1879–1945) színész, színigazgató
- Hubay Jenő hegedűművész
- Huszka Jenő zeneszerző
- Eugène Ionesco francia író
- Jandó Jenő zongoraművész
- Janovics Jenő színigazgató
- Jevgenyij Alekszandrovics Jevtusenko orosz költő
- Kaltenbach Jenő jogász
- Kamuti Jenő orvos, vívó
- Karafiáth Jenő politikus, Budapest főpolgármestere
- Knézy Jenő (1944–2003) – sportriporter, kosárlabdázó
- Knézy Jenő (1972) – id. Knézy Jenő fia, sportriporter, kosárlabdázó
- Komjáthy Jenő költő
- Kvassay Jenő vízmérnök
- Eugène Labiche író
- Landler Jenő népbiztos
- Eugene Levy kanadai színész, komikus, író
- Maticska Jenő festőművész
- Meszlényi Jenő katonatiszt
- Menyhárt Jenő énekes (Európa kiadó)
- Eugenio Montale Nobel-díjas olasz költő
- Eugene O’Neill amerikai drámaíró
- Ormándy Jenő karmester
- Pilch Jenő katonatiszt, hadtörténész, katonai szakíró
- Rejtő Jenő író
- Remsey Jenő szecessziós képzőművész
- Rigó Jenő jezsuita szerzetes
- Savoyai Jenő hadvezér
- Sevcsik Jenő fényképész, tanár
- Sipőcz Jenő ügyvéd, Budapest főpolgármestere
- id. Sillye Jenő sakkozó
- Sillye Jenő zeneszerző
- Sólyom Jenő fizikus
- Szervátiusz Jenő szobrász
- Tersánszky Józsi Jenő író
- Törzs Jenő színész, író, rendező
- Uhlyárik Jenő olimpiai ezüstérmes vívó, sportvezető, honvédtiszt
- Wigner Jenő fizikus
- Eugène Ysaÿe vallon zeneszerző
- Zádor Jenő zeneszerző
- Zichy Jenő gróf, politikus, Ázsia-kutató

## Egyéb Jenők

### Az irodalomban
- Baradlay Jenő Jókai Mór: A kőszívű ember fiai című regényében

### Földrajzi névben
- Jenő
- Diósjenő
- Pilisborosjenő
- Tiszajenő
- Budajenő
- Jászkarajenő
- Somlójenő
- Kisjenő
- Baranyajenő
- Borosjenő
- Jászkarajenő